# Auldárico Hernández Gerónimo
Auldárico Hernández Gerónimo es un político mexicano de origen chontal, miembro del Partido de la Revolución Democrática, ha sido senador y diputado federal.

## Biografía
También ha sido actor y ha presentado trabajos literarios, ha sido electo senador por Tabasco para las legislaturas LVI y LVII de 1994 a 2000, año en que a su vez fue elegido diputado federal por representación proporcional a la LVIII Legislatura, cargo del que se separó mediante licencia el 9 de mayo de 2002.
Posteriormente fue opositor a la candidatura a gobernador de César Raúl Ojeda Zubieta en 2006, lo que le generó conflictos al interior de su partido y demandas de expulsión del mismo; por lo que permaneció alejado de cargos directivos y de elección. El 25 de enero de 2008 fue detenido en Villahermosa acusado de posesión de arma de fuego de uso exclusivo del Ejército.